# Tolosa (Guipúscoa)
Tolosa és un municipi de Guipúscoa, de la comarca del Tolosaldea. Limita amb Ibarra, Irura, Anoeta i Alegia. Compta amb empreses d'ampli espectre industrial, però majoritàriament del sector de construcció de màquines de paper i complements. També està dotada de serveis de salut, bancaris, comercials, oficials i jutjats. A Tolosa, el riu Oria rep als seus afluents Araxes i Berastegi.

## Etimologia del nom

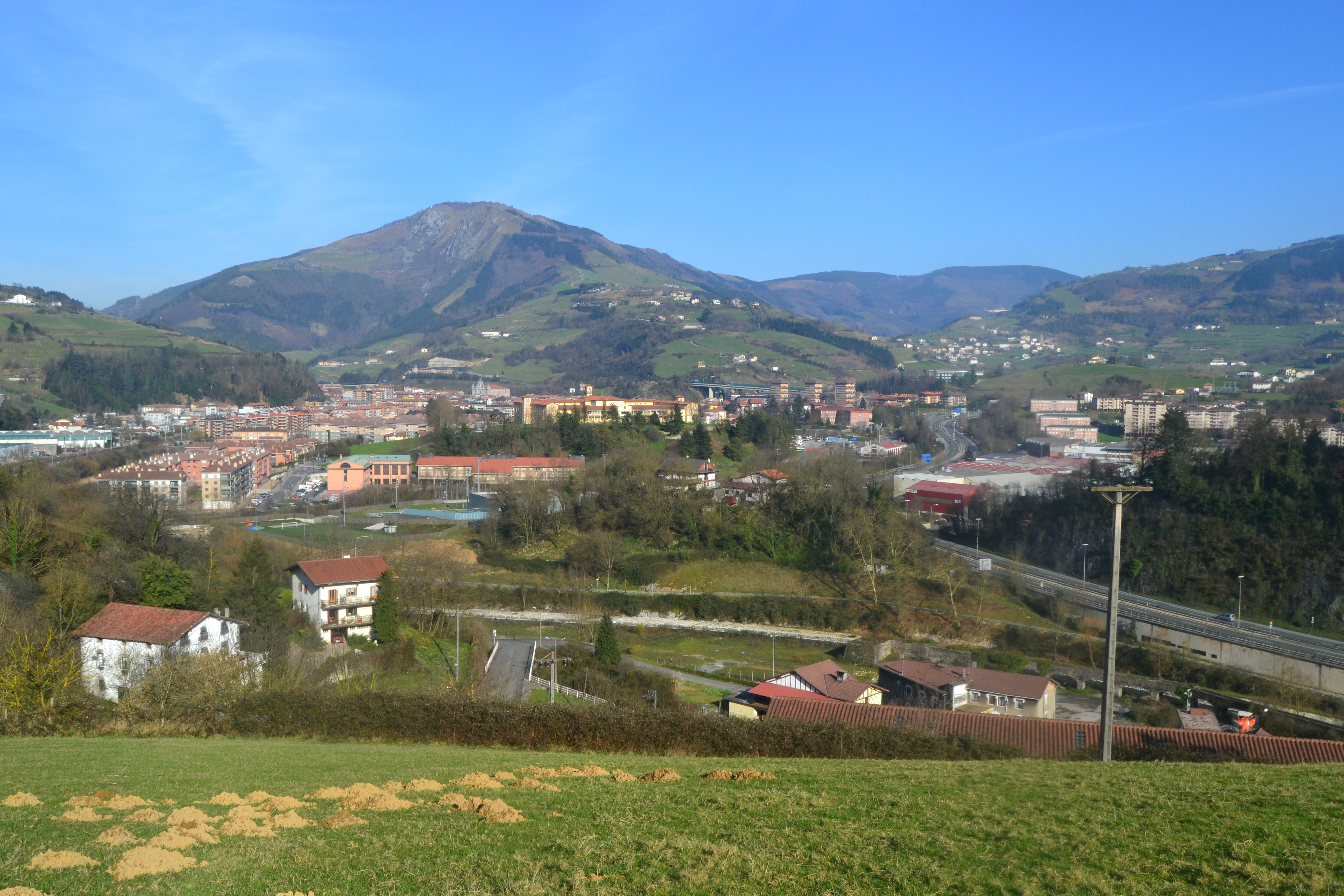
Vista general de Tolosa. Al fons, el mont Uzturre.

Tolosa va heretar el seu nom de la ciutat occitana de Tolosa de Llenguadoc. La vila de Tolosa va ser fundada en 1256 pel rei castellà Alfons X el Savi, que segons el costum de l'època va batejar a la nova vila amb el nom d'una altra localitat ja existent i amb un notori prestigi, com era el cas de la ciutat occitana. A més de la Tolosa guipuscoana i de l'original occitana, existeix una Tolosa a Portugal.

### Barris
Iurre, Berazubi, San Esteban, San Blas, Amarotz, Usabal, Montesku, Belate, Belabieta, Barrio Izaskun, Árbol De Guernica.
Alliri, korreo kalea, Arramele, Avenida de Alava, Calle Mayor, Iparraguirre

## Història
El territori guipuscoà va ser incorporat a Castella el 1200. El 1256, el rei Alfons X el Savi de Castella va atorgar el fur a Tolosa. En aquest fur es concedien als habitants de Tolosa uns privilegis inexistents per als habitants dels llogarets propers, ni els d'altres províncies. No obstant això, el manteniment d'aquests privilegis va ser problemàtic sovint, com quan el 1463 el recaptador Jacobo Gaón va exigir el pagament de l'impost comanda als tolosans. Aquests li van contestar que estaven exempts de pagar-lo, per les disposicions aprovades pel rei. Gaón els va amenaçar, i diversos d'ells el van matar, el van decapitar i van exposar el seu cap a la part alta d'un costell, com a càstig per haver posat a Tolosa a la part alta de la seva llista de recaptacions. El rei Enric IV de Castella es va dirigir a Tolosa a venjar la seva mort, però els autors van fugir de la vila. El rei va manar derrocar la casa en la qual s'havia comès el crim. No va arribar a executar als autors, ja que abans d'atrapar-los li va arribar una petició de les juntes de Guipúscoa que li pregava perdó per als tolosans, i li exposava els arguments d'aquests, i Enric IV va reconèixer que estaven exempts del pagament.
El 9 d'agost de 1794, durant la Guerra de la Convenció, les tropes franceses van ocupar Tolosa. En la Guerra de la Independència va ser ocupada altra vegada. Mentre va estar dominada per l'exèrcit napoleónic va sofrir els atacs dels escamots de la zona. Tolosa va anar una de les ciutats més importants del territori controlat pels carlins en la guerra civil de 1872-1876, pel que fou una de les seus del periòdic El CuartelReal. De 1854 a 1856 sota el govern dels progressistes, Tolosa va ser capital de Guipúscoa per espai de 2 anys i va cedir més tard la titularitat a Sant Sebastià, amb el consegüent trasllat de la Diputació i tota la gestió i govern a la nova capital del territori.

## Política
Les eleccions municipals que es van celebrar el 25 de maig de 2003 van deixar al PNB amb set regidors, amb quatre a EA, dos van atorgar al PP i al PSE-EE i un a EB-B. Jokin Bildarratz (PNB) alcalde, Olatz Peón (PNB) la primera tinent d'alcalde i Onintza Lasa (EA), la segona.
A les eleccions municipals del 27 de maig de 2007 va guanyar el PNB amb majoria absoluta de nou regidors, EA va obtenir tres regidors, el PSE-EE dos, la coalició EB-B-Aralar dues i el PP un. ANV va obtenir un nombre de vots amb el qual hagués tingut quatre regidors però aquesta candidatura estava il·legalitzada i no va aconseguir cap representació. La comissió de govern està formada per PNB i EA, sent Jokin Bildarratz alcalde per segona legislatura consecutiva.
A les eleccions municipals del 22 de maig de 2011, la coalició independentista Bildu (que integren EA, Alternatiba i independents de l'esquerra abertzale) va aconseguir la majoria de vots. Ibai Iriarte va ser nomenat alcalde amb vuit vots dels regidors de Bildu i un d'Iñaki Irazabalbeitia, d'Aralar.

## Personatges cèlebres
- Xabi Alonso, futbolista (1981)
- Mikel Alonso, futbolista (1980)
- Maixa Zugasti, escriptora (1973)
- Ainhoa Arteta, soprano (1964)
- Edurne Pasaban, alpinista (1973)
- Periko Alonso, futbolista i entrenador (1953)
- Martín de Gaztelu, secretari d'estat de l'Emperador Carles I
- Juan Garmendia Larrañaga, escriptor
- Eduardo Mokoroa, músic
- Felipe Dugiols, militar (1840-1900)
- Justo María Mokoroa, escolapi i escriptor euskalzale (1901-1990)
- Martxelo Otamendi, periodista (1957)
- Manuel Mendizábal (1817-1896) professor de piano i compositor
- Fabian de Furundarena Labat (1862-1928) pianista i compositor.